# Anselmo Tadeu Silva do Nascimento
Anselmo Tadeu Silva do Nascimento, besser bekannt unter dem Künstlernamen Anselmo,  (* 24. Oktober 1980 in Rio de Janeiro) ist ein brasilianischer Fußballspieler.

## Karriere
Anselmo begann seine Profilaufbahn 1998 bei SE Palmeiras. Für den Klub spielte er knapp fünf Jahre, ehe er sich in den folgenden Jahren einen Namen als Wandervogel machte. Über SE Gama kam er 2003 zu Al-Sailiya nach Katar, seiner ersten Auslandsstation. Bereits 2004 kehrte er nach Brasilien zurück und lief fortan für AA Ponte Preta auf. Nach einem Jahr zog er zu Náutico Capibaribe weiter und spielte im selben Jahr noch für Paysandu SC. 2006 folgten Atlético Mineiro sowie Criciúma EC und 2007 Boavista SC, CR Vasco da Gama und Avaí FC als Stationen.
Im Frühjahr 2008 verließ Anselmo erneut Brasilien und wechselte in die Allsvenskan nach Schweden zu Halmstads BK. Dort sollte er den zum FC Zürich abgewanderten Dušan Đurić ersetzen. Dies gelang dem Offensivspieler, indem er als regelmäßiger Torschütze glänzen und somit einen der vorderen Ränge in der Torschützenliste der Spielzeit 2008 belegen konnte. In seinem zweiten Jahr in Schweden ließ er seine Torgefährlichkeit vermissen, so dass er zeitweise auf der Ersatzbank Platz nehmen musste. Dennoch schaffte er an der Seite von Michael Görlitz, Tim Sparv, Mikael Rosén und Magnus Bahne mit der Mannschaft den Klassenerhalt. In der Spielzeit 2010 war er mit sieben Saisontoren wieder erfolgreicher und führte die Mannschaft als bester vereinsinterner Torschütze auf den zwölften Tabellenplatz.
Anfang 2011 kehrte Anselmo nach Brasilien zurück und unterschrieb einen Kontrakt bei seinem ehemaligen Jugendverein Botafogo FC aus São Paulo. Seitdem tingelt er durch unterklassige Klubs Brasiliens.

## Erfolge
Ceará
- Staatsmeisterschaft von Ceará: 2013

Tombense
- Série D: 2014

Fortaleza
- Staatsmeisterschaft von Ceará: 2016

Santo André
- Staatsmeisterschaft von São Paulo - Série A2: 2019